# Alec Rukosuev
Alec Rukosuev (1967) es un deportista estadounidense que compitió en triatlón. Ganó una medalla de plata en el Campeonato Panamericano de Triatlón de 2001.

## Palmarés internacional
| Campeonato Panamericano | Campeonato Panamericano  | Campeonato Panamericano | Campeonato Panamericano |
| Año                     | Lugar                    | Medalla                 | Prueba                  |
| ----------------------- | ------------------------ | ----------------------- | ----------------------- |
| 2001                    | Orlando (Estados Unidos) | Medalla de plata        | Individual              |